# Paesi Bassi ai II Giochi olimpici invernali
I Paesi Bassi parteciparono ai II Giochi olimpici invernali, svoltisi a Sankt Moritz, Svizzera, dall'11 al 19 febbraio 1928, con una delegazione di 7 atleti impegnati in due discipline.